# Canavalia bonariensis
Canavalia bonariensis är en ärtväxtart som beskrevs av John Lindley. Canavalia bonariensis ingår i släktet Canavalia och familjen ärtväxter. Inga underarter finns listade i Catalogue of Life.